# نقطةالکاف
کتاب نقطةالکاف در مورد تاریخ ظهور باب و شرح حوادث ۸ سال اول تاریخ آیین بیانی است و محمد قزوینینسخهٔ منحصر به فرد این کتاب را در کتابخانهٔ پاریس به دست آورده و مقدمهٔ مبسوطی بر آن نوشت و خود در کار چاپ آن نظارت نمود. این کتاب محتوی ۷۶ صفحه مقدمه و ۲۹۶ صفحه اصل کتاب و هر صفحه آن دارای ۲۴سطر است و در چاپخانه ۴۲(بریل) در (لیدن) از شهرهای هلند به وسیلهٔ ادوارد براون به چاپ رسیده‌است.

## نویسنده کتاب
حاج میرزا جانی کاشانی، فرزند حاج محمد حسن معروف به پرپا مؤلف کتاب معروف نقطةالکاف از تجار کاشان و قدمای گروندگان غیابی به سیدعلی محمد باب بوده و جزء بیست هشت نفری است که در سال ۱۲۶۸قمری، در جریان ترور نافرجام ناصر الدین شاه به قتل رسید و در گورستان مزار سید ولی در تهران دفن شد.
در لغتنامه دهخدا آمده‌است «وقتی که به حکم حاجی میرزا آقاسی باب را تحت‌الحفظ از اصفهان که در آنجا قریب یکسال تحت حمایت منوچهرخان معتمدالدوله گرجی حاکم اصفهان زیست نموده بود به قلعهٔ چهریق آذربایجان می‌بردند چون به حوالی کاشان رسیدند حاجی میرزاجانی مزبور به رئیس مستحفظین باب هزار تومان زر نقد داد و از او خواهش نمود که باب را یک شب در کاشان در منزل او نگاه دارند و او قبول کرده باب را بخانهٔ وی آورد و حاجی میرزاجانی مانند کمترین خدام تمام شب را دست بسته مشغول خدمت گزاری بود. دو سال بعد از قتل باب در تبریز جمعی از اتباع او در تهران به قصد انتقام خون او توطئه چیده چند نفر را به نیاوران شمیران در سر راه ناصرالدین شاه به قصد کشتن او نشانده در وقت عبور شاه یکی دو تن از ایشان چند تیر طپانچه بسمت او خالی کردندو شانهٔ شاه اندکی مجروح شد و در نتیجهٔ این حرکت حکومت تهران با کمال عنف و شدت بنای تعقیب بابیان و توقیف توطئه کنندگان را گذارد، و بیست و هشت نفر از معاریف آنان را در سلخ ذی‌القعدهٔ سنهٔ ۱۲۶۸ هَ.ق. به اشدّ انواع عذاب از قبیل شمع‌آجین آبدان ایشان و غیرذلک از عقوبات کشتند و از جملهٔ آن بیست و هشت نفر یکی همین میرزاجانی صاحب ترجمه بود. (وفیات معاصرین به قلم محمد قزوینی، مجلهٔ یادگار سال ۳ شمارهٔ ۴).

## مقدمه کتاب به قلم ادوارد براون

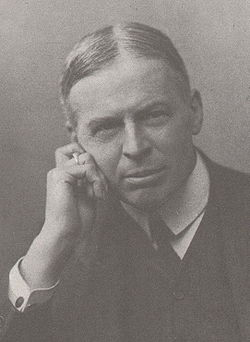
ادوارد براون

محمد عبدالله آل آهاری در کتاب فراخوان کامل به بهشت بیان در خصوص ادوارد براون می‌نویسد:
براون با کتاب فلسفه و ادیان در آسیای مرکزی نوشته آرتور دو گوبینو برخورد نمود و به فصل نهضت بابی علاقه‌مند شد. بعدها او صبح ازل را در قبرس و همچنین بهائیان را در مصر و فلسطین ملاقات کرد. او همچنین کتاب نقطةالکاف را در حمایت از موقعیت ازلی ترجمه کرد.
در روزگاری که میرزا حسینعلی نوری بهاء هنوز زنده بود و در عکا به سر می‌برد و برادرش میرزا یحیی(صبح ازل) نیز در قبرس روزگار می‌گذرانید، خاورشناس نامدار انگلیسی ادوارد براون، سفری به قبرس و عکا رفته با هر دو برادر ملاقات می‌کند و آنگاه درصدد بر می‌آید تا یکی از آثار بابیان را به چاپ رساند و از میان آثار ایشان کتاب نقطة الکاف اثر میرزاجانی کاشانی را می‌پسندد و دیباچه‌ای برآن می‌نگارد و در آنجا به اثبات می‌رساند که میرزا یحیی (صبح ازل)، جانشین منصوص باب بوده و برادرش میرزا حسینعلی، نمی‌تواند موعود کتاب بیان باشد.
ادوارد براون در مقدمه کتاب نقطةالکاف می‌نویسد.
درجزیره قبرس در شهر فاماگوستا قریب پانزده روز(۲۶ رجب - ۱۴ شعبان۱۳۰۷)ماندم و دراین مدت هر روز به ملاقات صبح ازل می‌رفتم و از دو یا سه ساعت بعد از ظهر الی غروب آفتاب در منزل او می‌ماندم دفتر و مداد در دست و سراپا گوش هر چه او می‌گفت یادداشت می‌کردم و هر شب با یک خزانه معلومات مهمه و اطلاعات مفیده بمنزل خود مراجعت می‌کردم (غالب این مطالب و اطلاعات که شفاهاً «از صبح ازل استماع نموده‌ام یا بطریق مکاتبه از وی اخذ کرده در فصلwاز فصول بیست و ششگانه که در آخر ترجمه مقاله سیاح افزوده‌ام و در مقدمه و حواشی دیگر همان کتاب و در حواشی تاریخ جدید مذکور است رجوع بدانجا شود) موضوع صحبت‌های ما غالباً» مذهب و تاریخ و نوشتجات و آثار بابیه و گهگاه مسائل متفرقه دیگر بود، صبح ازل در خصوص باب و مصدقین دوره اول و شرح زندگی خود در کمال آزادی و بدون پرده پوشی سخن می‌گفتدرغالب این مجالس پسران صبح ازل عبدالعلی و رضوان علی و عبدالوحید و تقی الدین نیز حاضر بودند اگرچه خیلی بندرت در محضر پدر خود لب بسخن می‌گشودند و منتهی درجه تعظیم و احترام رانسبت بوی مرعی می‌داشتند. در مدت اقامت در قبرس که تازه چند سالی بود در تحت تصرف دولت انگلیس درآمده بود با اجازه حاکم جزیره سر هنری بولور نظری به اسناد و دفاتر حکومتی افکنم و آنچه از آنها راجع بنفی صبح ازل و اتباع وی به قبرس بود استخراج نمودم و این اسناد بعضی به زبان انگلیسی بود و بعضی به زبان ترکی که یک ترجمه انگلیسی هم برآن اضافه کرده بودند (خلاصه مندرجات این اسناد تا حدی که راجع به صبح ازل و اتباع اوست در حاشیهw در ذیل ترجمه مقاله سیاح مندرج است)

## فهرست مندرجات
این کتاب فاقد فهرست بصورتی که ما امروزه بکار می‌بریم می‌باشد. لیکن در بالای صفحه‌ها عنوانی درج گردیده‌است.

## آنچه که ناشر کتاب، ادوارد براون بر کتاب افزوده‌است
تصویر قلعه چهریق که توسط براون به کتاب اضافه و زیرنویس شده
عکس نامه بخط جناب طاهره مشهور به قرةالعین که به ملا شیخ علی ترشیزی معروف به جناب عظیم نوشته‌است.
عکس یکی از توقیعات باب بخط خود او که به ملا شیخ علی ترشیزی معروف به جناب عظیم نوشته‌است. خط صبح ازل که بر پشت پاکت نوشته‌است.
در انتهای کتاب در ۹۲ صفحه متن ترجمه نشده ادوراد براون در خصوص آیین بیانی و آیین بهائی همچنین مسافرتش به قبرس و عکا آورده شده‌است.

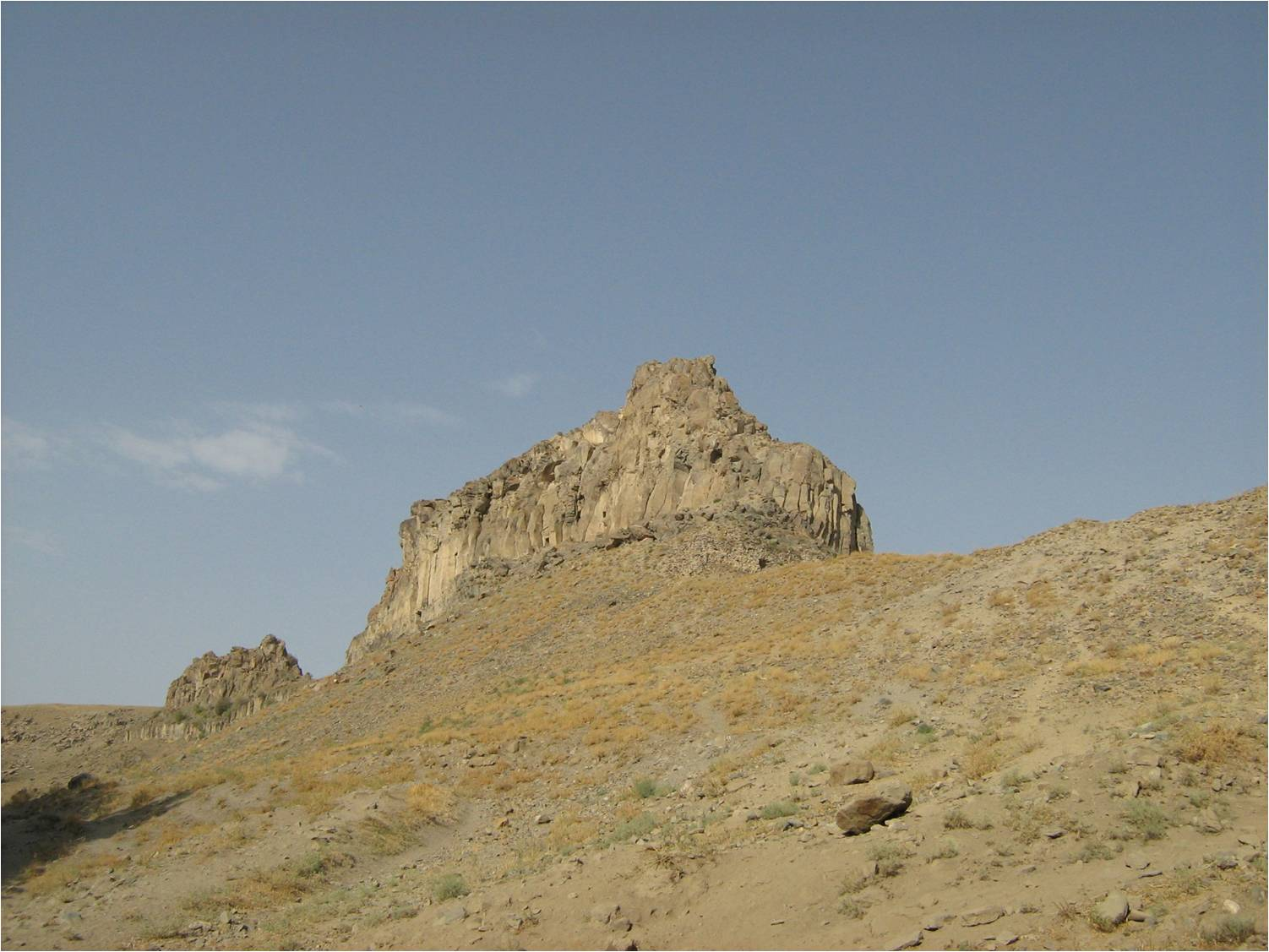
بازمانده‌های قلعه چهریق در سال ۲۰۰۸ میلادی که در کنار رودخانه زولا در شهرستان سلماس قرار دارد

مقدمه:این قسمت در ۷۶ صفحه توسط اداورد براون تهیه شده، فاقد شماره صفحه بوده و با حروف علامت گذاری گردیده‌است.

## بخشی از قسمت‌های نقطةالکاف
شرح ابتدای امر قرةالعین ۱۴۱
قتل حاج ملاتقی قزوینی عم قرةالعین۱۴۳
اجتماع بدشت و اشاره به حدیث کمیل۱۴۵
بقیه حکایت اجتماع اصحاب در بدشت ۱۵۳